# NGC 6279
NGC 6279 este o galaxie lenticulară situată în constelația Hercule. A fost descoperită în 23 octombrie 1886 de către Lewis A. Swift. Se află la o distanță de 104,64 megaparseci de Pământ.